# آتوکا (ویرجینیا)
آتوکا (به انگلیسی: Atoka) یک منطقهٔ مسکونی در ایالات متحده آمریکا است که در شهرستان فاکیه واقع شده‌است. آتوکا ۱۴۲٫۹۵ متر بالاتر از سطح دریا قرار دارد.